# 卡尔·史密斯
卡尔·史密斯（英語：Carl Smith，1962年—2010年1月1日），英国男子赛艇运动员。他曾代表英国参加世界赛艇锦标赛，获得四枚金牌、一枚银牌和三枚铜牌。他也曾参加1986年英联邦运动会。